# Zanzan Atte-Oudeyi
Mohama Zanzan Atte-Oudeyi (* 2. September 1980 in Lomé) ist ein ehemaliger togolesischer Fußballspieler, der für die Fußballnationalmannschaft von Togo spielte.

## Vereinskarriere
Der Linksverteidiger begann seine Profikarriere im Jahr 2002 bei Germinal Beerschot in der Belgischen 1. Division. Nach einem Jahr verließ er den Klub und wechselte innerhalb der belgischen Liga zu Sporting Lokeren und spielte dort drei Jahre lang, ehe er in der Saison 2006/2007 beim Hauptstadtverein FC Brüssel einen Kontrakt bis 2008 unterschrieb.

## Nationalteamkarriere
Bei der Qualifikation für die Fußballweltmeisterschaft in Deutschland stand er im Kader des deutschen Trainers Otto Pfister. „Zanzan“ stand 2006 im Aufgebot seines Landes, das schon in der Gruppenphase ausschied. Ebenfalls im Jahr 2006 beteiligte er sich am Africa Cup in Ägypten.
| Personendaten    | Personendaten                                   |
| ---------------- | ----------------------------------------------- |
| NAME             | Atte-Oudeyi, Zanzan                             |
| ALTERNATIVNAMEN  | Atte-Oudeyi, Mohama Zanzan (vollständiger Name) |
| KURZBESCHREIBUNG | togoischer Fußballspieler                       |
| GEBURTSDATUM     | 2. September 1980                               |
| GEBURTSORT       | Lomé                                            |